# 北緯19度線
北緯19度線（ほくい19どせん）は、地球の赤道面より北に地理緯度にして19度の角度を成す緯線。アフリカ、アジア、インド洋、太平洋、北アメリカ、カリブ海、大西洋を通過する。
この緯度の下では、夏至点時の可照時間は13時間17分で、冬至点時は10時間59分である。

## 通過する地域一覧
北緯19度線は、本初子午線から東に向かって以下の場所を通っている。
| 地理座標                                               | 国土・領土・領海 | 備考 |
| ------------------------------------------------------ | ---------------- | --- |
| 北緯19度0分 東経0度0分 / 北緯19.000度 東経0.000度      | マリ             | |
| 北緯19度0分 東経3度16分 / 北緯19.000度 東経3.267度     | アルジェリア     | |
| 北緯19度0分 東経3度32分 / 北緯19.000度 東経3.533度     | マリ             | |
| 北緯19度0分 東経4度14分 / 北緯19.000度 東経4.233度     | ニジェール       | |
| 北緯19度0分 東経15度38分 / 北緯19.000度 東経15.633度   | チャド           | |
| 北緯19度0分 東経24度0分 / 北緯19.000度 東経24.000度    | スーダン         | |
| 北緯19度0分 東経37度24分 / 北緯19.000度 東経37.400度   | 紅海             | |
| 北緯19度0分 東経41度9分 / 北緯19.000度 東経41.150度    | サウジアラビア   | オマーンとの国境で イエメンの最北端と接する |
| 北緯19度0分 東経52度0分 / 北緯19.000度 東経52.000度    | オマーン         | |
| 北緯19度0分 東経57度50分 / 北緯19.000度 東経57.833度   | インド洋         | アラビア海 |
| 北緯19度0分 東経72度49分 / 北緯19.000度 東経72.817度   | インド           | マハーラーシュトラ州 - ムンバイを通過 アーンドラ・プラデーシュ州 マハーラーシュトラ州 チャッティースガル州 オリッサ州 アーンドラ・プラデーシュ州 オリッサ州 アーンドラ・プラデーシュ州 |
| 北緯19度0分 東経84度43分 / 北緯19.000度 東経84.717度   | インド洋         | ベンガル湾 |
| 北緯19度0分 東経93度43分 / 北緯19.000度 東経93.717度   | ミャンマー       | |
| 北緯19度0分 東経97度44分 / 北緯19.000度 東経97.733度   | タイ             | |
| 北緯19度0分 東経101度19分 / 北緯19.000度 東経101.317度 | ラオス           | |
| 北緯19度0分 東経104度26分 / 北緯19.000度 東経104.433度 | ベトナム         | 約5km |
| 北緯19度0分 東経104度29分 / 北緯19.000度 東経104.483度 | ラオス           | 約2km |
| 北緯19度0分 東経104度30分 / 北緯19.000度 東経104.500度 | ベトナム         | |
| 北緯19度0分 東経105度37分 / 北緯19.000度 東経105.617度 | 南シナ海         | トンキン湾 |
| 北緯19度0分 東経108度39分 / 北緯19.000度 東経108.650度 | 中華人民共和国   | 海南島 |
| 北緯19度0分 東経110度31分 / 北緯19.000度 東経110.517度 | 南シナ海         | フィリピン・ダルピリ島とフガ島の間を通過 |
| 北緯19度0分 東経121度54分 / 北緯19.000度 東経121.900度 | フィリピン       | カミギン島 |
| 北緯19度0分 東経121度57分 / 北緯19.000度 東経121.950度 | 太平洋           | フィリピン海 北マリアナ諸島・アグリハン島の北を通過 合衆国領有小離島・ウェーク島の南を通過                                                                                             |
| 北緯19度0分 西経155度47分 / 北緯19.000度 西経155.783度 | アメリカ合衆国   | ハワイ州・ハワイ島 |
| 北緯19度0分 西経155度35分 / 北緯19.000度 西経155.583度 | 太平洋           | |
| 北緯19度0分 西経112度4分 / 北緯19.000度 西経112.067度  | メキシコ         | レビジャヒヘド諸島・ロカパルティダ島 |
| 北緯19度0分 西経112度3分 / 北緯19.000度 西経112.050度  | 太平洋           | メキシコ・レビジャヒヘド諸島・ソコロ島の北を通過 |
| 北緯19度0分 西経104度17分 / 北緯19.000度 西経104.283度 | メキシコ         | |
| 北緯19度0分 西経95度58分 / 北緯19.000度 西経95.967度   | メキシコ湾       | カンペチェ湾 |
| 北緯19度0分 西経91度11分 / 北緯19.000度 西経91.183度   | メキシコ         | ユカタン半島 |
| 北緯19度0分 西経87度36分 / 北緯19.000度 西経87.600度   | カリブ海         | ハイチ・ゴナーブ島の北を通過 |
| 北緯19度0分 西経72度45分 / 北緯19.000度 西経72.750度   | ハイチ           | |
| 北緯19度0分 西経71度47分 / 北緯19.000度 西経71.783度   | ドミニカ共和国   | |
| 北緯19度0分 西経68度52分 / 北緯19.000度 西経68.867度   | 大西洋           | イギリス領ヴァージン諸島・アネガダ島の北を通過 |
| 北緯19度0分 西経16度13分 / 北緯19.000度 西経16.217度   | モーリタニア     | |
| 北緯19度0分 西経5度53分 / 北緯19.000度 西経5.883度     | マリ             | |